# Kia Titan

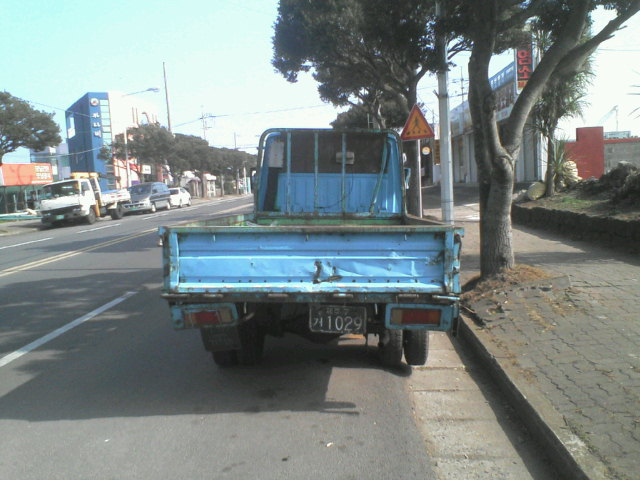
Heckansicht

Der Kia Titan war ein 1971 erstmals vorgestellter Kleinlastwagen mit Allradantrieb von Kia Motors. Er basierte mittels Badge-Engineering ursprünglich auf dem Mazda Titan. Das nur als Pritschenwagen erhältliche Fahrzeug hatte ein 5-Gang Schaltgetriebe. Als Kia Boxer wurde die Baureihe mit einer Nutzlast von 3,5–4,5 Tonnen angeboten, während der Titan 1,5–2,5 Tonnen Nutzlast bot. Das Kipperfahrzeug wurde als Kia Trade vermarktet.
Neben dem Kia SS 2,7L Dieselmotor kamen im Lauf der Zeit auch die Kia SL 3,5L und SH 3,6L Dieselmotoren zum Einsatz. Parallel zur Weiterentwicklung des Mazda Titan wurde auch der Kia Titan technisch und optisch verändert. Nach dem Ende der Kooperation mit Mazda wurde der Titan und Boxer 1997 eingestellt, während der Trade noch bis 1999 produziert wurde. Kia entwickelte als Ersatz für die bislang  mit Mazda angebotenen Nutzfahrzeuge einen eigens entwickelten Kia Bongo (Bongo II) der den Titan und Boxer 1997 ersetzte, und 1999 als Kipper auch den Trade ablöste.